# Alexandre Stuart (1514-1515)
 (février 2017).
Pour les articles homonymes, voir Alexandre Stuart et Stuart.
Alexandre Stuart, duc de Ross (30 avril 1514 – 18 décembre 1515) fut héritier du trône d'Écosse.
Il était le dernier fils du roi Jacques IV.
Au moment de sa naissance au château de Stirling, Jacques IV était mort depuis plusieurs mois à la bataille de Flodden Field. Jacques était en conséquence son fils posthume et son frère était monté sur le trône sous le nom de Jacques V.
Le jeune duc mourut un an après sa naissance. Sa mort laissa Jacques V sans héritier présomptif.

## Sources
- Alison Weir, Britain's Royal Family: A Complete Genealogy

## Source de la traduction
- (en) Cet article est partiellement ou en totalité issu de l’article de Wikipédia en anglais intitulé « Alexander Stewart, Duke of Ross » (voir la liste des auteurs).